# Spoiler Alert
Spoiler Alert é um filme de drama biográfico americano dirigido por Michael Showalter, a partir de um roteiro escrito por David Marshall Grant e Dan Savage. O filme é baseado no livro de memórias Spoiler Alert: The Hero Dies, de Michael Ausiello. O filme é estrelado por Jim Parsons como Ausiello, junto com Ben Aldridge, Bill Irwin e Sally Field.
O filme teve um lançamento limitado pela Focus Features em 2 de dezembro de 2022, antes de ser expandido em 9 de dezembro e lançado em todo o país em 16 de dezembro.

## Sinopse
"O filme segue o período final de 11 meses da vida do fotógrafo Kit Cowan, desde seu diagnóstico de câncer terminal até sua morte, através dos olhos de seu amante Michael Ausiello e seu relacionamento."

## Elenco
- Jim Parsons como Michael Ausiello
- Ben Aldridge como Kit Cowan
- Sally Field como Marilyn Cowan
- Bill Irwin
- Antoni Porowski
- Nikki M. James
- Jeffery Self
- Tara Summers

## Produção
A produção começou em dezembro de 2018, quando Jim Parsons assinou contrato para produzir e estrelar o filme e Michael Showalter assinou contrato para dirigi-lo. Em julho de 2021, Ben Aldridge foi escalado como Kit Cowan. Em setembro de 2021, Sally Field se juntou ao elenco interpretando a mãe de Kit, Marilyn. As filmagens principais começam no outono na cidade de Nova York.